# جنجال ازدواج همجنس چیک-فیل-ای

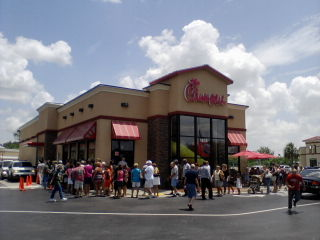
"روز تجلیل از چیک-فیل-ای " held August 1, 2012 در ۱ اوت ۲۰۱۲ در پورت شارلوت فلوریدا برگزار شد.

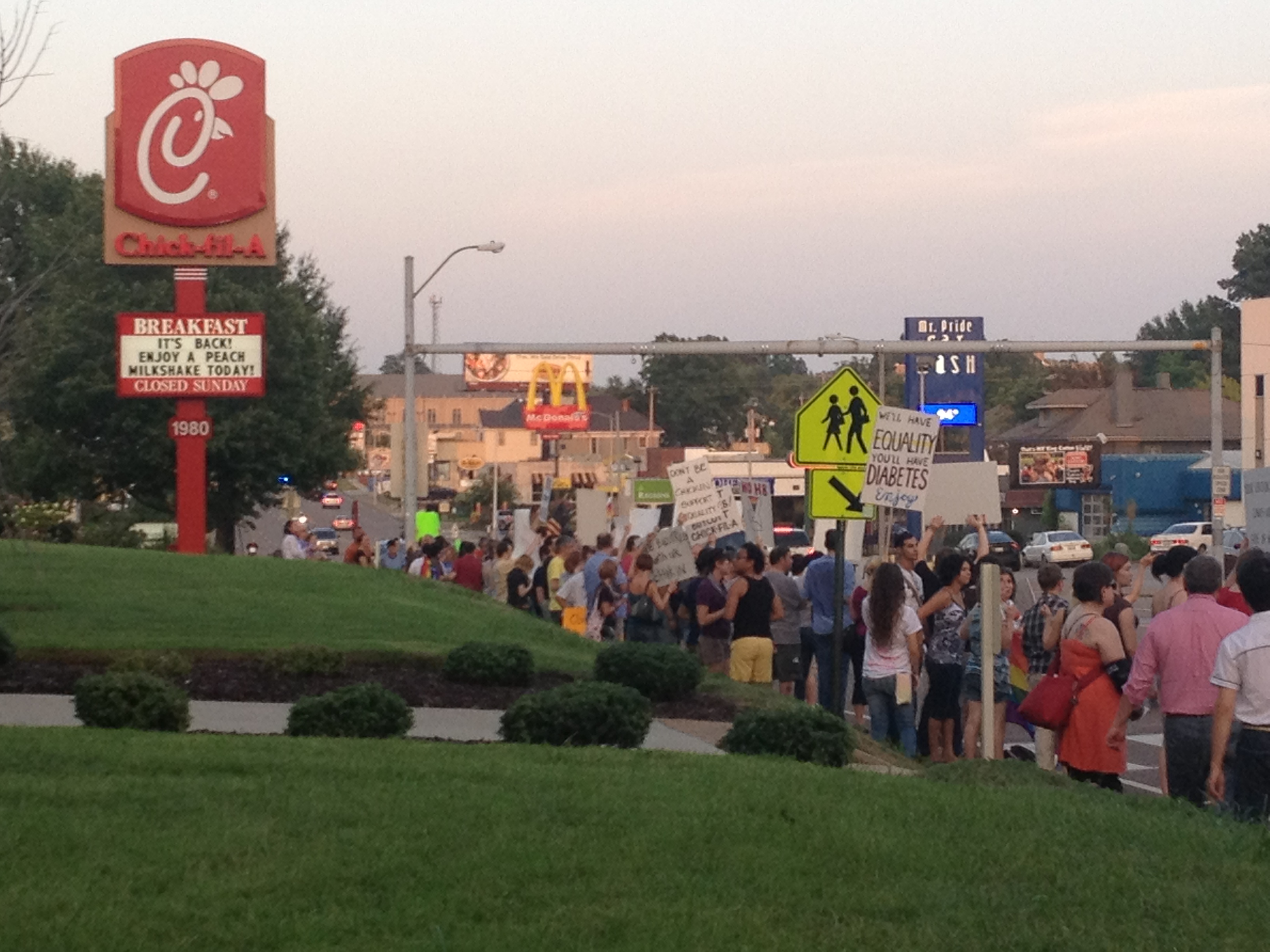
معترضین در ممفیس تنسی در روز بوسه همجنس

رستوران زنجیره‌ای فست فود آمریکایی چیک-فیل-ای در پی یک رشته نظرات عمومی داده شده در میانه سال ۲۰۱۲ توسط مدیر عامل آن دن کتی در خصوص ازدواج همجنسگرایان موضوع جنجال بود. این مسئله در پی این مسئله پیش آمد که معلوم شد بنیاد خیریه چیک-فیل-ای میلیونها دلار به سازمان‌های سیاسی مخالف حقوق همجنسگرایان کمک کرده‌است. فعالین ال جی بی تی خواستار بایکوت این زنجیره شده و فراخوانی در مخالفت با آن دادند در حالی که معترضان به آنها با غذا خوردن در رستورانها خودنمایی کردند. چهره‌های سیاسی ملی هم له و هم علبه آن سخن راندند و برخی شرکای تجاری پیوندهای خود با این زنجیره را گسستند. این شرکت در بیانیه‌ای در ژوئیه ۲۰۱۲ این بحث را به حوزه سیاسی و دولت وانهادند.
مایک هاکابی فرماندار سابق آرکنسا در پاسخ به جنجال جنبش روز تجلیل از چیک-فیل-ای را بنیان نهاد تا با بایکوت شرکت توسط فعالین ازدواج همجنسگرایان مخالفت کند. بیش از ۶۰۰ هزار نفر صفحه رخداد هاکابی در فیسبوک را آر اس وی پی کردند.
رستورانهای چیک-فیل-ای در ۱ اوت شاهد حمایت عظیم مردمی در سرتاسر کشور از این شرکت بود که رکورد فروش را شکست. یک شرکت مشاوره تخمین زد یک رستوران متوسط این شرکت با رشد ۲۹٫۹ درصدی فروش و افزایش ۳۶۷ تایی مشتریان نسبت به یک چهارشنبه عادی مواجه بود.